# Copa InterTV de Futsal
A Copa InterTV de Futsal é uma competição de futsal disputada pelos melhores clubes do interior do Estado do Rio de Janeiro e é organizado pela Rede InterTV.

## O Evento
A copa é dividida em três regionais (serrana, norte fluminense e dos lagos). Cada regional terá duas cidades sedes. Os campeões de cada sede se enfrentam na final regional, e os campeões das finais regionais disputam um hexagonal final que definirá o campeão da copa.